# 額田のダシ行事
額田のダシ行事（ぬかたのダシぎょうじ）は、京都府福知山市夜久野町で10月に2日間にわたって開催されている祭りである。1990年(平成2年）に京都府登録無形民俗文化財に登録された。「額田のダシ祭り」「額田祭り」などとも呼ばれる。

## 起源・歴史
夜久野郷総社、旧夜久野町内の195の神社の一の宮・総鎮守とされる額田一宮神社の秋の例大祭として開催される。
この祭りがいつ始まったかの正確な記録は残っていない。しかし2005年（平成17年）発行の『夜久野町史』に「90年前」との記述があるため、少なくとも百余年の歴史があることはわかっている
五穀豊穣を祝って神に感謝し、来年の豊作と家内安全・無病息災等を神に願い、旧山陰道を通る旅人を楽しませようと江戸時代に始まったとされる。

### 祭りの流れ
1日目：宵宮(前夜祭)
12:00野菜のつくりもん（下ダシ)宵宮一般公開開始
18:00山車・太鼓屋台・子ども神輿の巡行開始
22:00太鼓屋台と子ども神輿の巡行終了
野菜のつくりもん（下ダシ)宵宮の公開終了
23:00宮本屋台・下町屋台が、額田一宮神社にミヤイリ
神社前と下町・上町の境において、宵宮最後の2階部分の回転を同時に行う
2日目：本宮（本祭)
8:00山車・太鼓屋台・子ども神輿の巡行開始
野菜のつくりもん（下ダシ)の本宮一般公開開始
9:50:JR下夜久野駅前通りに、宮本屋台・下町屋台・向太鼓屋台・奥子ども神輿が集合し競演
11:00太鼓屋台・子ども神輿本宮巡行終了
11:30宮本屋台・下町屋台が、額田一宮神社にミヤイリ
神社前と下町・上町の境において、本宮最後の2階部分の回転を同時に行う
午後　本祭神事御神木巡行
13：00　額田一宮神社にて御神霊遷しの神事
御神木の神輿の一団が、額田八幡神社までの御幸
15：00　御神木の神輿の額田地区全域への巡行開始
21:00～22:00
御神木の神輿が、額田一宮神社にミヤイリ。
神遷しの儀式
儀式終了の合図をもって、野菜のつくりもん（下ダシ)の本宮一般公開終了。

## 内容
大きく分けて3つある。宵宮と本宮の2日間にわたって、2階部分が回転する「山車(上ダシ)の巡行」、神の御心のままに巡る本宮での一本木の木の神輿「御神木の御旅(御幸)」、５つのムラごとに置山の性格を持つと思われる「野菜のつくりもん(下ダシ)」の披露。府内にも類例のないものであり、平成2年に「額田のダシ行事」として京都府登録無形民俗文化財に登録された。

### 山車(上ダシ)の巡行

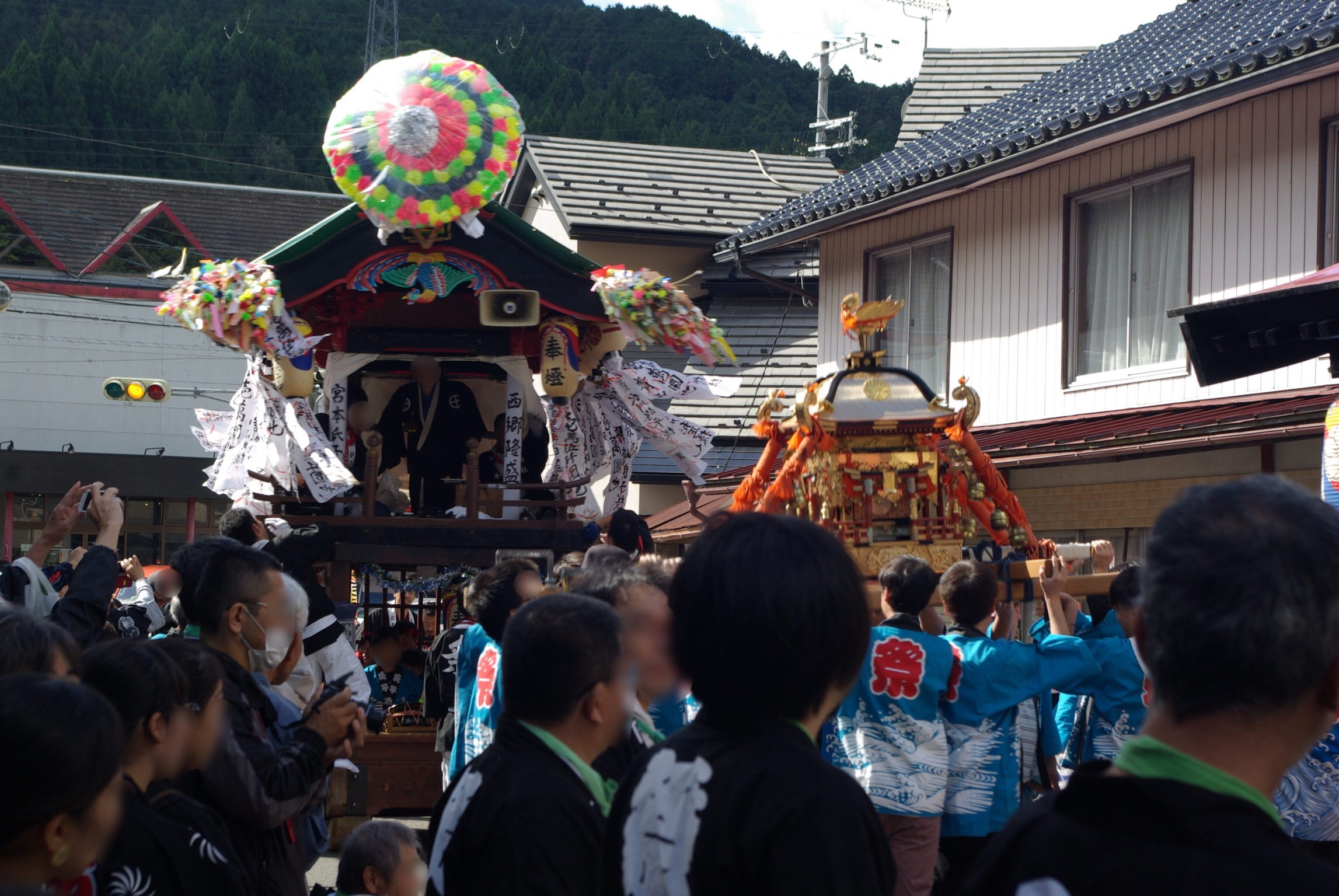
山車

祭礼は宵宮の日(1日目)宮司によって執り行われる神事で幕を開ける。午後5時半頃から祝詞奏上・お祓い・玉串奉奠などの神事が行われ、午後6時頃から巡行を開始する。巡行中は法被を着用し、道中歌を囃子につけて歌う。東西の町外れまで巡行し、途中、祝儀をいただいた家の前で屋台を止め、2層部を回転させて家の方向に正面を向け謝意を表す。祝儀をもらうことを「カドツケ(門付)」という。
午後11時頃、ミヤイリ(宮入り)が行われる。屋台が神社前に到着すると曳き手たちが屋台の中で鉦すりや太鼓打ちをしていた子どもを連れて参拝する。彼らは競うようにして境内を駆け上がり本殿に参るが、そのとき子どもを抱いたり肩車したりするのが習わしであるという。その間、2基の屋台は2層部を回転させる。これでこの日の巡行は終了する。解散するころは深夜である。
本宮(2日目)は午前8時頃より宵宮と同様、屋台の巡行が行われる。この時稚児たちが屋台の引き綱の先にさらに細い綱をつけ、引いて巡行に参加する。
11時頃、駅正面の広い通りでは、宮本と下町の屋台の間に奥の子ども神輿を迎え入れ競演が行われる。これを「ヒキゾロエ」と呼ぶ。このヒキゾロエは古くから行われているものではなく平成になってから観客から一堂に会した姿をみたいという要望に応えたものである。また屋台巡行の道中でも行われる下町の「祝い餅搗き」もあり賑わう。そのあと宵宮と同様にミヤイリが行われ、屋台の2層部を回転させてから各町へ曳き戻り巡行が終了する。そして午後の本祭神事と御神木巡行に備える。

### 御神木の御旅(御幸)

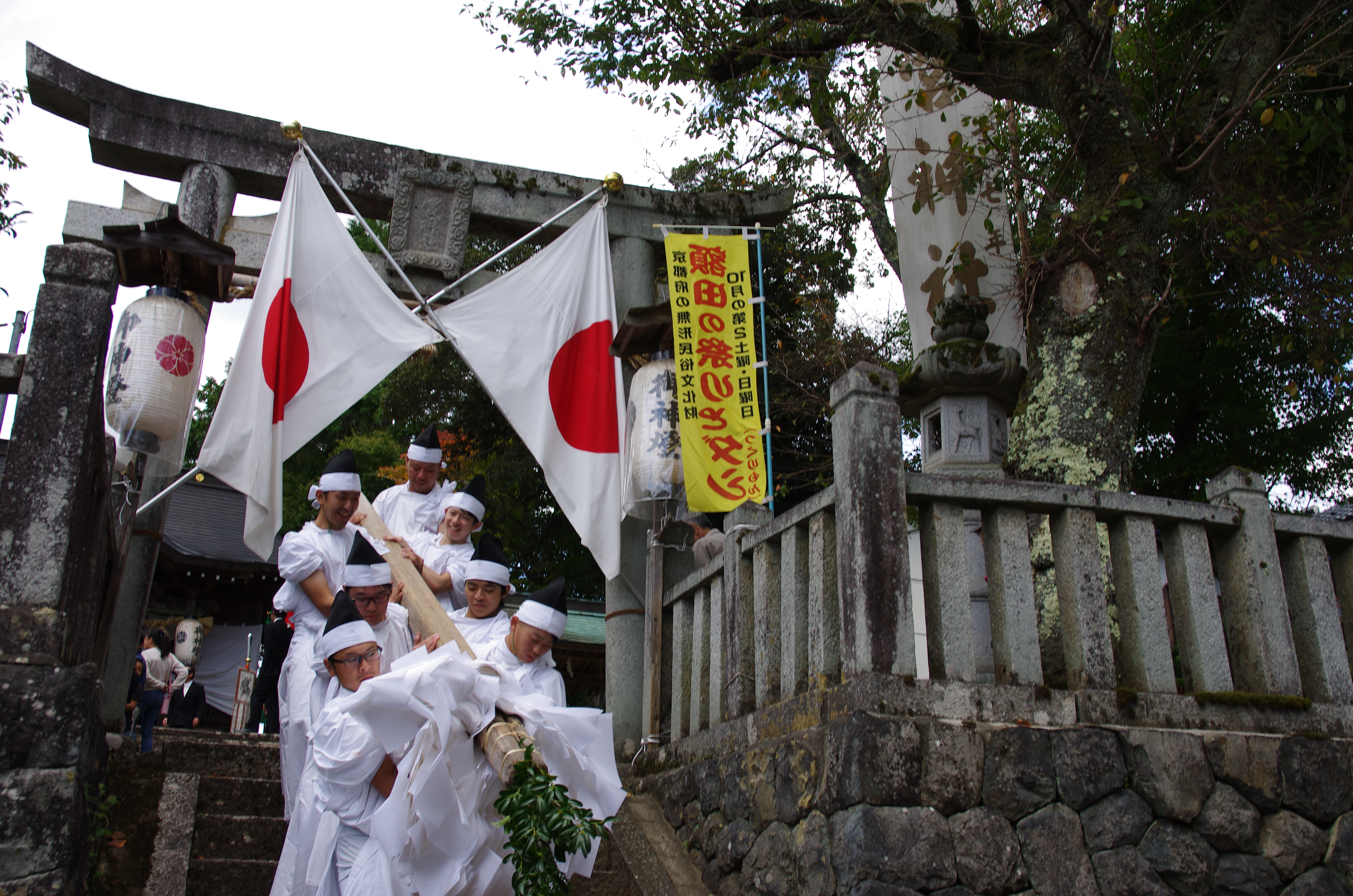
御神木

御神木は面取りをした4寸(約12cm)角・長さ2間(約3.6m)の一本の檜の角棒である。先端に定盤樹(榊と檜)の枝と御幣640垂を結わえた極めて古色豊かなものである。御幣は宵宮前日に総代によって準備される。
午後1時半頃から総代以下役員・氏子が社殿に参集して社殿での神事が執行される。神事のあとに「祭典役割帳」に記載された巡行の役割が読み上げられ行列が作られて巡行開始となるのだが、先立って御神木の先端を本殿に突き込む「御神霊遷(ミタマウツシ)」をする。巡行の祭列には多くの役割があり、大勢の氏子が隊列を組み、その長さは200ｍにも及ぶ。御神木の御幸は神事が執り行われたあとまず下町の八幡神社に向かって祭列は進む。
御旅所での神事が終わると、区内巡行に参加する役以外の者は一宮神社まで戻り、神餅をいただいて解散する。午後3時から御旅所神事の後御神木(神輿)は太鼓や掛け声の音霊に包まれながら動きの速い勇壮な巡行に加わって額田を駆け巡る。御神木は御旅所神事のあとミヤイリまで7名の御神木かき(御神木のかき手)が御神木を奉持し一団となって町内を縦横無尽に巡行する。このとき御神木とともに行動するのは警護役・神名額持ち・区長・太鼓打ちであり、一行と別に太刀持ち神鏡持ちを従えた神官と氏子総代が付かず離れずついて行く。現在は一応順路らしきものを定めているが、本来は気の向くままに移動していたという。このため家々では座敷を開け放ち、正面には鏡餅、お神酒、洗米を供え、屏風を立てて生け花による座敷飾りを行い、軒先には高張提灯を吊るすのである。高張提灯の火は御神木がミヤイリするまで決して絶やさぬように気を配っている。
ミヤイリの頃になると氏子は皆神社に参り御神木が収まるのを待つ。境内へ上がる階段では神社に上がろうとする御神木とそれをさせまいとする氏子たちによる豪快な駆け引きが展開される。御神木の先端が無事本殿に到着し神遷しの儀式を最後に長い巡行の旅が終了する。以上は祭りにおける神事の一面である。

### 野菜のつくりもん(下ダシ)

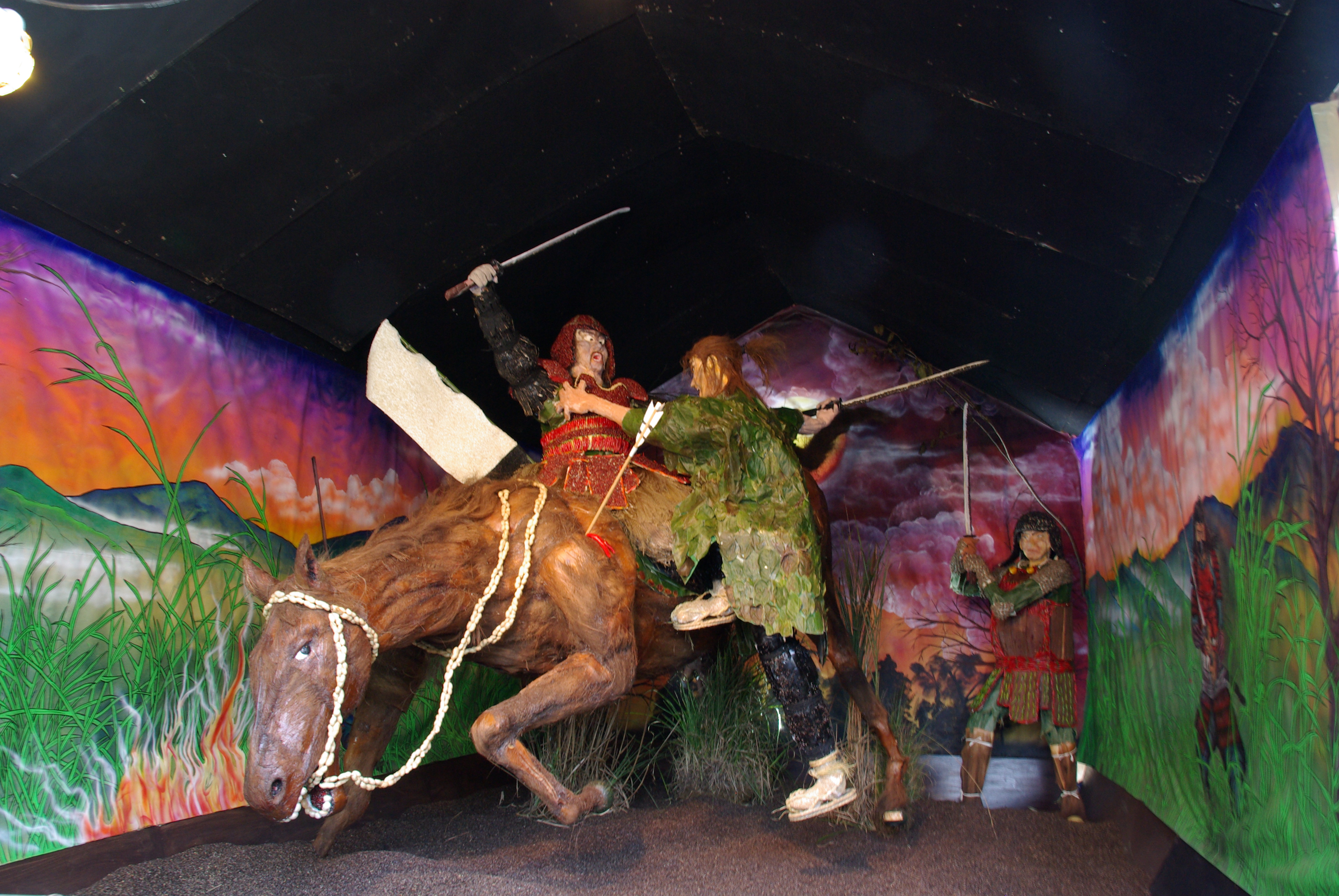
つくりもん

下ダシは、氏子である5つの集落で一景ずつつくられ、昔話や伝説、物語の名場面など一情景を農作物や木の実などを使って表現する野菜のつくりもんで、各集落が趣向を凝らしてその出来栄えを競う。制作期間は1か月ほどで、祭りに花を添える。

## 参加ムラ
- 奥(おく)ｰ子供神輿を、所有
- 旦(だん) - 宮本屋台（回転式山車)を、上町と共同所有
- 上町(かみまち) - 宮本屋台（回転式山車)を、旦と共同所有
- 下町(しもまち)ｰ下町屋台（回転式山車)を、所有
- 向(むかい)ｰ太鼓屋台を、所有

旦・上町を「宮本」と呼ぶ。一宮神社所在場所の氏子という意味合いでの呼称だと考えられている